# 千葉縣立中央博物館

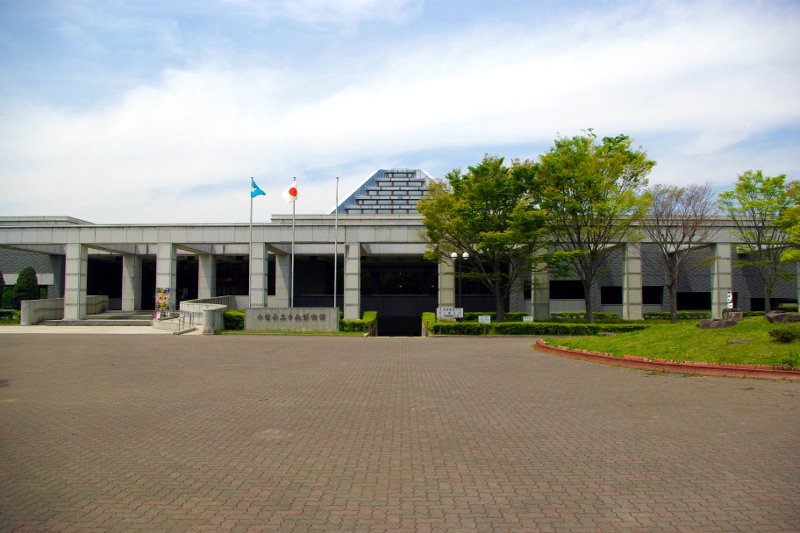

千葉縣立中央博物館(日语： 千葉県立中央博物館、ちばけんりつちゅうおうはくぶつかん）是位於日本千葉縣千葉市中央區的一座公立綜合博物館，展示有關千葉縣的自然和歷史的內容。該博物館是日本唯一並設有生態園的博物館。

## 外部連結
- 千葉県立中央博物館 （页面存档备份，存于）
- 千葉県立中央博物館瓦版(毎週発行) （页面存档备份，存于）